# Denmark Open 1997
Die Denmark Open 1997 waren eines der Top-10-Turniere des Jahres im Badminton in Europa. Sie fanden im Vejle Idraets Center in Vejle vom 15. bis 19. Oktober statt. Das Preisgeld betrug 120.000 US$. Das Turnier hatte damit einen Vier-Sterne-Status im World Badminton Grand Prix.

## Sieger und Platzierte
| Disziplin    | Gold                                  | Silber                       | Bronze                                 |
| ------------ | ------------------------------------- | ---------------------------- | -------------------------------------- |
| Herreneinzel | Dong Jiong                            | Peter Gade                   | Roslin Hashim                          |
| Herreneinzel | Dong Jiong                            | Peter Gade                   | Poul-Erik Høyer Larsen                 |
| Dameneinzel  | Camilla Martin                        | Mette Pedersen               | Mette Sørensen                         |
| Dameneinzel  | Camilla Martin                        | Mette Pedersen               | Anne Søndergaard                       |
| Herrendoppel | Jon Holst-Christensen Michael Søgaard | Jens Eriksen Jesper Larsen   | Nick Ponting John Quinn                |
| Herrendoppel | Jon Holst-Christensen Michael Søgaard | Jens Eriksen Jesper Larsen   | Simon Archer Chris Hunt                |
| Damendoppel  | Ann Jørgensen Majken Vange            | Yoshiko Iwata Haruko Matsuda | Nichola Beck Joanne Davies             |
| Damendoppel  | Ann Jørgensen Majken Vange            | Yoshiko Iwata Haruko Matsuda | Lisbet Stuer-Lauridsen Marlene Thomsen |
| Mixed        | Jens Eriksen Marlene Thomsen          | Michael Søgaard Rikke Olsen  | Simon Archer Erica van den Heuvel      |
| Mixed        | Jens Eriksen Marlene Thomsen          | Michael Søgaard Rikke Olsen  | Jon Holst-Christensen Ann Jørgensen    |

## Finalresultate
| Disziplin    | Sieger                                | Finalist                     | Ergebnis            |
| ------------ | ------------------------------------- | ---------------------------- | ------------------- |
| Herreneinzel | Dong Jiong                            | Peter Gade                   | 15–17, 15–11, 15–12 |
| Dameneinzel  | Camilla Martin                        | Mette Pedersen               | 11–2, 11–8          |
| Herrendoppel | Michael Søgaard Jon Holst-Christensen | Jens Eriksen Jesper Larsen   | 17–14, 15–8         |
| Damendoppel  | Ann Jørgensen Majken Vange            | Yoshiko Iwata Haruko Matsuda | 18–16, 15–5         |
| Mixed        | Jens Eriksen Marlene Thomsen          | Michael Søgaard Rikke Olsen  | 15–6, 18–14         |

## Ergebnisse

### Herreneinzel Qualifikation
- Hans Meldgård –  Kent Wæde Hansen: 17-14 / 15-11
- Wong Ewee Mun –  Morten Møller: 15-13 / 15-1
- Bo Rafn –  Zainal Malik: 15-8 / 15-8
- Kasper Fangel –  Henrik Kryger: 15-8 / 15-9
- Torben Carlsen –  Henrik Hansen: 15-4 / 15-8
- Peter Bush –  Ulrik Nørgaard: 15-3 / 15-9
- Kantharoopan Ponniah –  Morten Jacobsen: 15-18 / 15-2 / 15-5
- Jacob Østergaard –  Anders Malmgren: 15-18 / 15-11 / 15-11
- Wong Ewee Mun –  Joachim Fischer Nielsen: 9-15 / 17-15 / 15-3
- Martin Mejndor –  Carsten Seiztberg: 18-16 / 15-12
- Ismail Saman –  Kasper Fangel: 15-7 / 15-5
- Torben Carlsen –  Morten Grove: 15-2 / 15-7
- Andreas Borella –  Claus Jensen: 15-11 / 15-11
- Peter Bush –  Johan Lundell: 15-1 / 15-3
- Anders Jensen –  Bjarne Sung Jakobsen: 15-3 / 15-3
- Kantharoopan Ponniah –  Chris Trenholme: 15-12 / 15-6
- Thomas Nielsen –  Frederik Kohler: 18-14 / 15-10
- Jacob Østergaard –  Brian Sutherland: 15-6 / 15-3

### Herreneinzel
- Poul-Erik Høyer Larsen –  Yuzo Kubota: 15-1 / 15-7
- Mark Constable –  Wong Ewee Mun: 11-15 / 15-4 / 15-4
- Henrik Bengtsson –  Ville Kinnunen: 15-3 / 15-3
- Peter Janum –  Thomas Nielsen: 15-3 / 10-15 / 15-8
- Fung Permadi –  Søren Hansen: 15-8 / 15-10
- Carsten Gjerlev –  Niklas Mansson: 13-15 / 15-8 / 15-12
- Søren B. Nielsen –  Daniel Eriksson: 15-9 / 18-16
- Xia Xuanze –  Ramesh Nathan: 15-12 / 15-8
- Peter Gade –  Morten Boesen: 11-15 / 15-1 / 15-5
- Ji Xinpeng –  Peter Knowles: 15-6 / 15-3
- Pullela Gopichand –  Yoon Keang Foo: 15-7 / 15-7
- Gregers Schytt –  Jesper Madsen: 15-1 / 15-3
- Kenneth Jonassen –  Takuya Katayama: 15-4 / 15-2
- Mahathir Mustaffa –  Kim Johansson: 15-3 / 15-6
- Rikard Magnusson –  Craig Robertson: 15-7 / 15-6
- Pontus Jäntti –  Jesper Mikla: 7-15 / 15-7 / 15-6
- Kasper Ødum –  Kantharoopan Ponniah: 15-12 / 15-7
- Wong Choong Hann –  Ilkka Nyqvist: 15-10 / 17-16
- Ismail Saman –  Rasmus Wengberg: 18-15 / 15-12
- Thomas Stuer-Lauridsen –  Steve Isaac: 15-9 / 15-6
- Ng Kean Kok –  Stefan Lundstrom: 15-5 / 11-15 / 15-12
- Martin Lundgaard Hansen –  Torben Carlsen: 15-5 / 15-7
- Martin Hagberg –  Shinji Ohta: 17-14 / 15-6
- Dong Jiong –  Niels Christian Kaldau: 15-9 / 15-5
- Peter Bush –  Takuya Takehana: 15-5 / 5-15 / 15-8
- Thomas Søgaard –  Bo Rafn: 15-7 / 15-8
- Anders Boesen –  Bruce Flockhart: 15-6 / 15-4
- Lo Ah Heng –  Thomas Johansson: 8-15 / 15-8 / 15-9
- Henrik Sørensen –  Chen Wei: 15-3 / 18-16
- Darren Hall –  Fredrik Bergström: 15-11 / 15-12
- Roslin Hashim –  Jesper Hansen: 15-17 / 15-1 / 15-8
- Peter Rasmussen –  Martin Erlandsson: 15-2 / 15-4
- Poul-Erik Høyer Larsen –  Mark Constable: 15-11 / 15-2
- Henrik Bengtsson –  Peter Janum: 15-10 / 15-6
- Fung Permadi –  Carsten Gjerlev: 15-4 / 15-2
- Søren B. Nielsen –  Xia Xuanze: 15-4 / 15-11
- Peter Gade –  Ji Xinpeng: 15-6 / 15-4
- Pullela Gopichand –  Gregers Schytt: 15-4 / 17-14
- Kenneth Jonassen –  Mahathir Mustaffa: 15-6 / 17-13
- Rikard Magnusson –  Pontus Jäntti: 15-10 / 15-6
- Wong Choong Hann –  Kasper Ødum: 15-7 / 15-5
- Thomas Stuer-Lauridsen –  Ismail Saman: 15-3 / 15-9
- Martin Lundgaard Hansen –  Ng Kean Kok: 15-9 / 9-15 / 15-3
- Dong Jiong –  Martin Hagberg: 15-4 / 15-4
- Thomas Søgaard –  Peter Bush: 15-6 / 11-15 / 15-3
- Anders Boesen –  Lo Ah Heng: 15-10 / 18-15
- Darren Hall –  Henrik Sørensen: 15-10 / 15-0
- Roslin Hashim –  Peter Rasmussen: 15-7 / 15-6
- Poul-Erik Høyer Larsen –  Henrik Bengtsson: 15-8 / 15-6
- Fung Permadi –  Søren B. Nielsen: 15-6 / 15-11
- Peter Gade –  Pullela Gopichand: 15-2 / 15-5
- Rikard Magnusson –  Kenneth Jonassen: 4-15 / 17-14 / 15-6
- Thomas Stuer-Lauridsen –  Wong Choong Hann: 15-12 / 14-18 / 15-8
- Dong Jiong –  Martin Lundgaard Hansen: 15-11 / 15-6
- Anders Boesen –  Thomas Søgaard: 15-2 / 15-11
- Roslin Hashim –  Darren Hall: 15-10 / 15-4
- Poul-Erik Høyer Larsen –  Fung Permadi: 15-4 / 15-8
- Peter Gade –  Rikard Magnusson: 15-6 / 15-4
- Dong Jiong –  Thomas Stuer-Lauridsen: 15-13 / 18-14
- Roslin Hashim –  Anders Boesen: 15-6 / 15-6
- Peter Gade –  Poul-Erik Høyer Larsen: 15-5 / 15-5
- Dong Jiong –  Roslin Hashim: 15-9 / 15-7
- Dong Jiong –  Peter Gade: 15-17 / 15-11 / 15-12

### Dameneinzel Qualifikation
- Johanna Persson –  Maj H Sallingboe: 5-11 / 11-2 / 11-6
- Katja Wengberg –  Mette Melcher: 11-5 / 11-7
- Nadia Lyduch –  Katrine Rasmussen: 11-3 / 11-6
- Takae Masumo –  Belinda Elkjer: 11-1 / 11-3

### Dameneinzel
- Camilla Martin –  Takae Masumo: 11-5 / 11-4
- Karolina Ericsson –  Carolien Glebbeek: 11-4 / 11-7
- Heidi Dössing –  Denyse Julien: 11-5 / 8-11 / 12-10
- Lisa Campbell –  Justine Willmott: 11-5 / 11-5
- Marina Andrievskaia –  Katja Michalowsky: 11-3 / 11-7
- Takako Ida –  Christina Sørensen: 11-1 / 11-0
- Mette Sørensen –  Anu Nieminen: 11-5 / 11-5
- Julia Mann –  Sissel Linderoth: 11-5 / 11-4
- Tine Baun –  Anna Nilsson: 11-1 / 11-0
- Margit Borg –  Judith Meulendijks: 11-7 / 11-7
- Chikako Nakayama –  Robbyn Hermitage: 11-2 / 11-0
- Mette Pedersen –  Tanya Woodward: 11-2 / 11-5
- Katja Wengberg –  Emma Constable: 11-7 / 7-11 / 12-10
- Anne Søndergaard –  Johanna Holgersson: 4-11 / 44-1 / 11-5
- Kristin Evernas –  Sarah Jonsson: 11-4 / 12-10
- Zhou Mi –  Yasuko Mizui: 11-4 / 11-5
- Camilla Martin –  Karolina Ericsson: 11-2 / 12-11
- Heidi Dössing –  Lisa Campbell: 11-5 / 11-5
- Marina Andrievskaia –  Takako Ida: 11-1 / 11-6
- Mette Sørensen –  Julia Mann: 11-3 / 11-1
- Margit Borg –  Tine Baun: 11-2 / 11-3
- Mette Pedersen –  Chikako Nakayama: 11-6 / 11-6
- Anne Søndergaard –  Katja Wengberg: 11-3 / 11-1
- Zhou Mi –  Kristin Evernas: 11-7 / 11-0
- Camilla Martin –  Heidi Dössing: 11-8 / 11-2
- Mette Sørensen –  Marina Andrievskaia: 11-2 / 11-4
- Mette Pedersen –  Margit Borg: 11-6 / 7-11 / 11-9
- Anne Søndergaard –  Zhou Mi: w.o.
- Camilla Martin –  Mette Sørensen: 11-1 / 11-0
- Mette Pedersen –  Anne Søndergaard: 11-3 / 9-11 / 11-1
- Camilla Martin –  Mette Pedersen: 11-2 / 11-8

### Herrendoppel Qualifikation
- Joachim Fischer Nielsen /  Martin Mejndor –  Mikkel Esberg /  Morten Grove: 15-9 / 15-6
- Kasper Fangel /  Ulrik Nørgaard –  Peter Bush /  Claus Jensen: 15-13 / 1-15 / 15-12
- Joachim Fischer Nielsen /  Martin Mejndor –  Anders Jensen /  Hans Meldgård: 15-10 / 15-11
- Kasper Fangel /  Ulrik Nørgaard –  Kim Johansson /  Niklas Mansson: 15-11 / 15-8
- Søren Hansen /  Peter Jensen –  Frederik du Hane /  Johan Lundell: 15-11 / 11-15 / 15-6
- Jesper Thomsen /  Steen Thygesen-Poulsen –  Thomas Laybourn /  Carsten Seiztberg: 15-10 / 12-15 / 15-6
- Martin Bruun /  Jesper Christensen –  Carsten Gjerlev /  Bo Rafn: 15-13 / 15-8
- Morten Møller /  Lars Rasmussen –  Sven Landwehr /  Chris Trenholme: 15-1 / 15-4

### Herrendoppel
- Jon Holst-Christensen /  Michael Søgaard –  Ville Kinnunen /  Ilkka Nyqvist: 15-6 / 15-7
- Alastair Gatt /  Craig Robertson –  Morten Jacobsen /  Mikkel Larsen: 15-8 / 15-9
- David Bamford /  Peter Blackburn –  Jesper Hansen /  Jesper Madsen: 16-18 / 15-9 / 17-15
- Joachim Fischer Nielsen /  Martin Mejndor –  Stefan Lundstrom /  Anders Malmgren: 15-5 / 15-8
- Simon Archer /  Chris Hunt –  Frederik Kohler /  Kristoffer Petersen: 15-10 / 15-1
- Jesper Mikla /  Lars Paaske –  Jesper Thomsen /  Steen Thygesen-Poulsen: 15-6 / 15-10
- Shinji Ohta /  Takuya Takehana –  Henrik Andersson /  Martin Hagberg: 8-15 / 15-4 / 15-9
- Peder Nissen /  Jonas Rasmussen –  Thomas Hovgaard /  Henrik Sørensen: 15-6 / 7-15 / 15-11
- András Piliszky /  Ove Svejstrup –  Anthony Clark /  Ian Pearson: 15-10 / 15-9
- Michael Helber /  Björn Siegemund –  Chang Kim Wai /  Khoo Kok Kheng: 15-0 / 15-7
- Takuya Katayama /  Yuzo Kubota –  Chen Wei /  Ji Xinpeng: 15-8 / 6-15 / 15-9
- Jens Eriksen /  Jesper Larsen –  Bryan Moody /  Brent Olynyk: 15-7 / 15-7
- Dennis Lens /  Quinten van Dalm –  Kristian Langbak /  Kasper Ødum: 15-3 / 15-6
- Nick Ponting /  John Quinn –  Patrick Ejlerskov /  Michael Lamp: 15-11 / 12-15 / 15-8
- Murray Hocking /  Mark Nichols –  Bruce Flockhart /  Brian Sutherland: 15-1 / 15-7
- Jim Laugesen /  Thomas Stavngaard –  Martin Bruun /  Jesper Christensen: 15-3 / 15-6
- David Bamford /  Peter Blackburn –  Joachim Fischer Nielsen /  Martin Mejndor: 15-2 / 15-5
- Simon Archer /  Chris Hunt –  Jesper Mikla /  Lars Paaske: 15-5 / 15-12
- Shinji Ohta /  Takuya Takehana –  Peder Nissen /  Jonas Rasmussen: 15-5 / 12-15 / 17-14
- András Piliszky /  Ove Svejstrup –  Michael Helber /  Björn Siegemund: 18-13 / 15-9
- Jens Eriksen /  Jesper Larsen –  Takuya Katayama /  Yuzo Kubota: 15-10 / 15-8
- Nick Ponting /  John Quinn –  Dennis Lens /  Quinten van Dalm: 17-14 / 15-7
- Murray Hocking /  Mark Nichols –  Jim Laugesen /  Thomas Stavngaard: 15-12 / 5-15 / 15-12
- Jon Holst-Christensen /  Michael Søgaard –  David Bamford /  Peter Blackburn: 15-4 / 15-8
- Simon Archer /  Chris Hunt –  Shinji Ohta /  Takuya Takehana: 15-5 / 12-15 / 17-14
- Jens Eriksen /  Jesper Larsen –  András Piliszky /  Ove Svejstrup: 15-3 / 15-10
- Nick Ponting /  John Quinn –  Murray Hocking /  Mark Nichols: 15-10 / 15-7
- Jon Holst-Christensen /  Michael Søgaard –  Simon Archer /  Chris Hunt: 11-15 / 15-0 / 15-12
- Jens Eriksen /  Jesper Larsen –  Nick Ponting /  John Quinn: 15-9 / 7-0 ret.
- Jon Holst-Christensen /  Michael Søgaard –  Jens Eriksen /  Jesper Larsen: 14-17 / 15-8 / 18-13

### Damendoppel
- Julie Boe /  Jeanette Lund –  Trine Kristensen /  Sissel Linderoth: 17-16 / 15-10
- Nichola Beck /  Joanne Davies –  Johanna Holgersson /  Jenny Karlsson: 15-5 / 15-4
- Britta Andersen /  Lene Mørk –  Lisa Campbell /  Rhonda Cator: 17-14 / 15-4
- Yoshiko Iwata /  Haruko Matsuda –  Lorraine Cole /  Joanne Nicholas: 15-3 / 15-6
- Jane F. Bramsen /  Christina Sørensen –  Milaine Cloutier /  Robbyn Hermitage: 15-10 / 15-6
- Brenda Conijn /  Nicole van Hooren –  Denyse Julien /  Julia Mann: 15-8 / 15-4
- Margit Borg /  Anne Mette Bille –  Pernille Harder /  Mette Schjoldager: 12-15 / 15-3 / 17-14
- Johanna Persson /  Katja Wengberg –  Pernille Danielsson /  Katrine Rasmussen: 15-7 / 15-11
- Ann Jørgensen /  Majken Vange –  Ella Tripp /  Sara Sankey: 15-5 / 8-15 / 15-8
- Justine Willmott /  Tanya Woodward –  Sarah Jonsson /  Nadia Lyduch: 15-3 / 15-10 / 10-15
- Monique Hoogland /  Erica van den Heuvel –  Anna Nilsson /  Maj H Sallingboe: 15-3 / 15-13
- Ann-Lou Jørgensen /  Tine Baun –  Heidi Dössing /  Katja Michalowsky: 15-6 / 15-8
- Emma Constable /  Sarah Hardaker –  Marlene Bech /  Belinda Elkjer: 15-3 / 15-3
- Karen Neumann /  Kerstin Ubben –  Birgitte Nielsen /  Lotte Vestergaard: 15-1 / 15-8
- Lisbet Stuer-Lauridsen /  Marlene Thomsen –  Takae Masumo /  Chikako Nakayama: 15-9 / 18-13
- Helene Kirkegaard /  Rikke Olsen –  Julie Boe /  Jeanette Lund: 15-5 / 15-3
- Nichola Beck /  Joanne Davies –  Britta Andersen /  Lene Mørk: 15-9 / 15-9
- Yoshiko Iwata /  Haruko Matsuda –  Jane F. Bramsen /  Christina Sørensen: 15-10 / 15-5
- Margit Borg /  Anne Mette Bille –  Brenda Conijn /  Nicole van Hooren: 15-12 / 15-6
- Ann Jørgensen /  Majken Vange –  Johanna Persson /  Katja Wengberg: 15-2 / 15-0
- Monique Hoogland /  Erica van den Heuvel –  Justine Willmott /  Tanya Woodward: 15-1 / 18-13
- Ann-Lou Jørgensen /  Tine Baun –  Emma Constable /  Sarah Hardaker: 15-13 / 15-6
- Lisbet Stuer-Lauridsen /  Marlene Thomsen –  Karen Neumann /  Kerstin Ubben: 15-6 / 15-5
- Nichola Beck /  Joanne Davies –  Helene Kirkegaard /  Rikke Olsen: 15-10 / 6-15 / 17-14
- Yoshiko Iwata /  Haruko Matsuda –  Margit Borg /  Anne Mette Bille: 15-3 / 15-4
- Ann Jørgensen /  Majken Vange –  Monique Hoogland /  Erica van den Heuvel: 15-5 / 15-2
- Lisbet Stuer-Lauridsen /  Marlene Thomsen –  Ann-Lou Jørgensen /  Tine Baun: 15-10 / 15-5
- Yoshiko Iwata /  Haruko Matsuda –  Nichola Beck /  Joanne Davies: 15-2 / 15-4
- Ann Jørgensen /  Majken Vange –  Lisbet Stuer-Lauridsen /  Marlene Thomsen: 15-12 / 15-12
- Ann Jørgensen /  Majken Vange –  Yoshiko Iwata /  Haruko Matsuda: 18-16 / 15-5

### Mixed
- Jens Eriksen /  Marlene Thomsen –  Anthony Clark /  Ella Tripp: 15-7 / 15-1
- Steen Thygesen-Poulsen /  Jane F. Bramsen –  Martin Erlandsson /  Johanna Persson: 15-6 / 15-3
- Murray Hocking /  Lisa Campbell –  Henrik Geisler Jensen /  Birgitte Nielsen: 15-5 / 15-6
- Ove Svejstrup /  Britta Andersen –  Peter Jensen /  Lotte Vestergaard: 15-8 / 15-7
- Simon Archer /  Erica van den Heuvel –  Janek Roos /  Helene Kirkegaard: 15-4 / 15-11
- Björn Siegemund /  Karen Neumann –  Brent Olynyk /  Robbyn Hermitage: 15-0 / 17-14
- Jonas Rasmussen /  Ann-Lou Jørgensen –  John Quinn /  Joanne Davies: 18-15 / 15-9
- Henrik Andersson /  Margit Borg –  Peter Lund /  Marlene Bech: 15-9 / 15-11
- Peder Nissen /  Mette Schjoldager –  David Bamford /  Denyse Julien: 5-15 / 15-5 / 15-9
- Lars Pedersen /  Anne Mette Bille –  Julian Robertson /  Lorraine Cole: 15-10 / 15-10
- Jon Holst-Christensen /  Ann Jørgensen –  Bryan Moody /  Milaine Cloutier: 15-3 / 15-8
- Peter Blackburn /  Rhonda Cator –  Fredrik Bergström /  Jenny Karlsson: 15-8 / 13-18 / 15-12
- Gitte Jansson /  Jesper Larsen –  Ian Pearson /  Sara Sankey: 15-1 / 15-9
- Quinten van Dalm /  Nicole van Hooren –  Xia Xuanze /  Zhou Mi: 15-4 / 15-13
- Lars Paaske /  Janne Mogensen –  Kristian Langbak /  Lene Mørk: 15-8 / 15-1
- Michael Søgaard /  Rikke Olsen –  Kristoffer Petersen /  Pernille Danielsson: 15-1 / 15-3
- Jens Eriksen /  Marlene Thomsen –  Steen Thygesen-Poulsen /  Jane F. Bramsen: 15-7 / 15-6
- Murray Hocking /  Lisa Campbell –  Ove Svejstrup /  Britta Andersen: 16-17 / 15-5 / 15-9
- Simon Archer /  Erica van den Heuvel –  Björn Siegemund /  Karen Neumann: 15-7 / 15-8
- Jonas Rasmussen /  Ann-Lou Jørgensen –  Henrik Andersson /  Margit Borg: 15-13 / 16-17 / 18-14
- Lars Pedersen /  Anne Mette Bille –  Peder Nissen /  Mette Schjoldager: 17-15 / 15-17 / 18-16
- Jon Holst-Christensen /  Ann Jørgensen –  Peter Blackburn /  Rhonda Cator: 15-10 / 15-5
- Gitte Jansson /  Jesper Larsen –  Quinten van Dalm /  Nicole van Hooren: 11-15 / 15-8 / 15-11
- Michael Søgaard /  Rikke Olsen –  Lars Paaske /  Janne Mogensen: 15-5 / 5-15 / 15-3
- Jens Eriksen /  Marlene Thomsen –  Murray Hocking /  Lisa Campbell: 15-4 / 15-5
- Simon Archer /  Erica van den Heuvel –  Jonas Rasmussen /  Ann-Lou Jørgensen: 15-5 / 15-9
- Jon Holst-Christensen /  Ann Jørgensen –  Lars Pedersen /  Anne Mette Bille: 15-2 / 15-6
- Michael Søgaard /  Rikke Olsen –  Gitte Jansson /  Jesper Larsen: 15-5 / 13-15 / 15-6
- Jens Eriksen /  Marlene Thomsen –  Simon Archer /  Erica van den Heuvel: 15-13 / 15-11
- Michael Søgaard /  Rikke Olsen –  Jon Holst-Christensen /  Ann Jørgensen: 15-5 / 6-15 / 15-4
- Jens Eriksen /  Marlene Thomsen –  Michael Søgaard /  Rikke Olsen: 15-6 / 18-14